# Al-Amn al-Amm
Al-Amn al-Amm była iracka agencja wywiadu odpowiedzialna za bezpieczeństwo wewnętrzne państwa, biorąca udział także w akcjach zagranicznych. Administracyjnie podległa szefowi MSW.
Al-Amn al-Amm jest odpowiedzialna za zabójstwa irackich opozycjonistów oraz niewygodnych funkcjonariuszy partii Baas.

## Szefowie
Pierwszym szefem Al-Amn al-Amm  był generał Kzar. Po jego śmierci w 1973 roku na czele stanął gen Ali Hasan al-Madżid. Pełniący swą funkcję do 1987 roku. Kolejnym szefem organizacji był Ahmad ad-Duri, który swoją funkcję pełnił do 1996 roku. Zastąpił go przyrodni brat Saddama Husajna Sabawi Ibrahim at-Tikriti. Od 1996 roku do końca rządów dyktatora funkcję sprawował Taha Abbas al-Ahababi. 